# Pocket Full of Kryptonite
Pocket Full of Kryptonite é o álbum de estreia da banda Spin Doctors, lançado a 20 de Agosto de 1991.

## Faixas
Todas as músicas por Spin Doctors.
1. "Jimmy Olsen's Blues" – 4:38
2. "What Time Is It?" – 4:50
3. "Little Miss Can't Be Wrong" – 3:54
4. "Forty or Fifty" – 4:23
5. "Refrigerator Car" – 4:46
6. "More Than She Knows" – 2:12
7. "Two Princes" – 4:18
8. "Off My Line" – 3:58
9. "How Could You Want Him (When You Know You Could Have Me?)" – 4:59
10. "Shinbone Alley/Hard to Exist" – 12:42

## Créditos
- Chris Barron - Vocal
- John Bush - Conga
- Aaron Comess - Percussão, bateria, vocal de apoio
- John Popper - Harmónica, voval de apoio
- Eric Schenkman - Guitarra, piano, vocal
- Mark White - Baixo

## Paradas Musicais
| País           | Semanas     | Posição |
| -------------- | ----------- | ------- |
| Austrália      | 22 semanas  | 1       |
| Alemanha       | 24 semanas  | 5       |
| Austrália      | 13 semanas  | 3       |
| Canadá         | 43 semanas  | 1       |
| Estados Unidos | 115 semanas | 3       |
| Noruega        | 13 semanas  | 2       |
| Nova Zelândia  | 24 semanas  | 1       |
| Países Baixos  | 25 semanas  | 13      |
| Reino Unido    | 48 semanas  | 2       |
| Suécia         | 9 semanas   | 4       |
| Suíça          | 18 semanas  | 7       |

| Year | Single                                                      | Peak position | Peak position | Peak position | Peak position | Peak position | Peak position |
| Year | Single                                                      | US MR         | US            | US AC         | UK            | IRE           | NOR           |
| ---- | ----------------------------------------------------------- | ------------- | ------------- | ------------- | ------------- | ------------- | ------------- |
| 1992 | "Jimmy Olsen's Blues"                                       | 8             | —             | —             | —             | —             | —             |
| 1992 | "Little Miss Can't Be Wrong"                                | 2             | 17            | —             | 23            | 27            | —             |
| 1993 | "How Could You Want Him (When You Know You Could Have Me?)" | 28            | 102           | —             | —             | —             | —             |
| 1993 | "Jimmy Olsen's Blues"                                       | 34            | 78            | —             | 40            | —             | 2             |
| 1993 | "Two Princes"                                               | 1             | 7             | 24            | 3             | 5             | —             |
| 1993 | "What Time Is It?"                                          | 26            | —             | —             | 56            | —             | —             |

| Parada musical (1990–1999) | Posição |
| -------------------------- | ------- |
| U.S. Billboard 200         | 95      |

## Certificações
| País           | Vendagem    | Certificação | Data       |
| -------------- | ----------- | ------------ | ---------- |
| Estados Unidos | 5 000 000 + | 5× platina   | 22/08/1995 |
| Alemanha       | 250 000 +   | ouro         | 1993       |
| Canadá         | 400 000 +   | 4× platina   | 31/08/1993 |
| França         | 100 000 +   | ouro         | 1994       |
| Reino Unido    | 300 000 +   | platina      | 01/09/1993 |